# Rice and peas
Rice and peas (en inglés, /raɪsəndpiːz/ «arroz y guisantes») es una forma de Arroz con frijoles. Es un plato tradicional en algunas gastronomías de África occidental, como la ghanesa, y en la gastronomía de Jamaica. Es similar a otros platos de arroz y frijol que existen en todo el Caribe: los moros y cristianos de Cuba, el moro de guandules con coco de República Dominicana... 
Aunque se le llame peas («guisantes», «arvejas» o «chícharos»), no se refiere a los guisantes verdes, sino a los beans («alubias», «porotos» o «frijoles»), que se les llama peas en el Caribe anglófono.

## Caribe anglófono
Rice and peas son un plato esencial en la gastronomía bahamesa, jamaicana, tobagotrinitense, barbadiense y otras áreas del Caribe anglófono. En las Bahamas, se le conoce como peas n' rice, de donde se surge la canción popular bahamesa Mamma don't want no Peas n' Rice and Coconut Oil (1932). Rice and peas se consume tradicionalmente (pero no exclusivamente) en el almuerzo dominical. El plato está hecho con arroz y cualquier legumbre disponible, como frijoles, guandules o caupíes, la combinación de grano y una legumbre forman una proteína completa, como en el arroz con frijoles. El guandú está particularmente asociado con la Navidad. Los guandules se hierven con semillas de pimienta de Jamaica y ajo hasta que estén tiernos. Luego se agrega chile bonney, tomillo, cebollín y/o cebolla, jengibre rallado y leche de coco junto con el arroz y se deja hervir a fuego lento hasta que estén cocidos.
Algunas variantes de esta receta incluyen el uso de cerdo en salazón (llamado salt pork) o carne de res. El pollo también se usa en las variantes guyanesas de este plato y se conoce como cook-up rice (lit. «arroz improvisado»). 
Rice and peas es un clásico plato de almuerzo de los domingos, generalmente se sirve con alguna carne guisada, como pollo, res, cordero, cerdo, o también productos del mar, como pescado o mariscos (gambas, cangrejo...).

## Estados Unidos

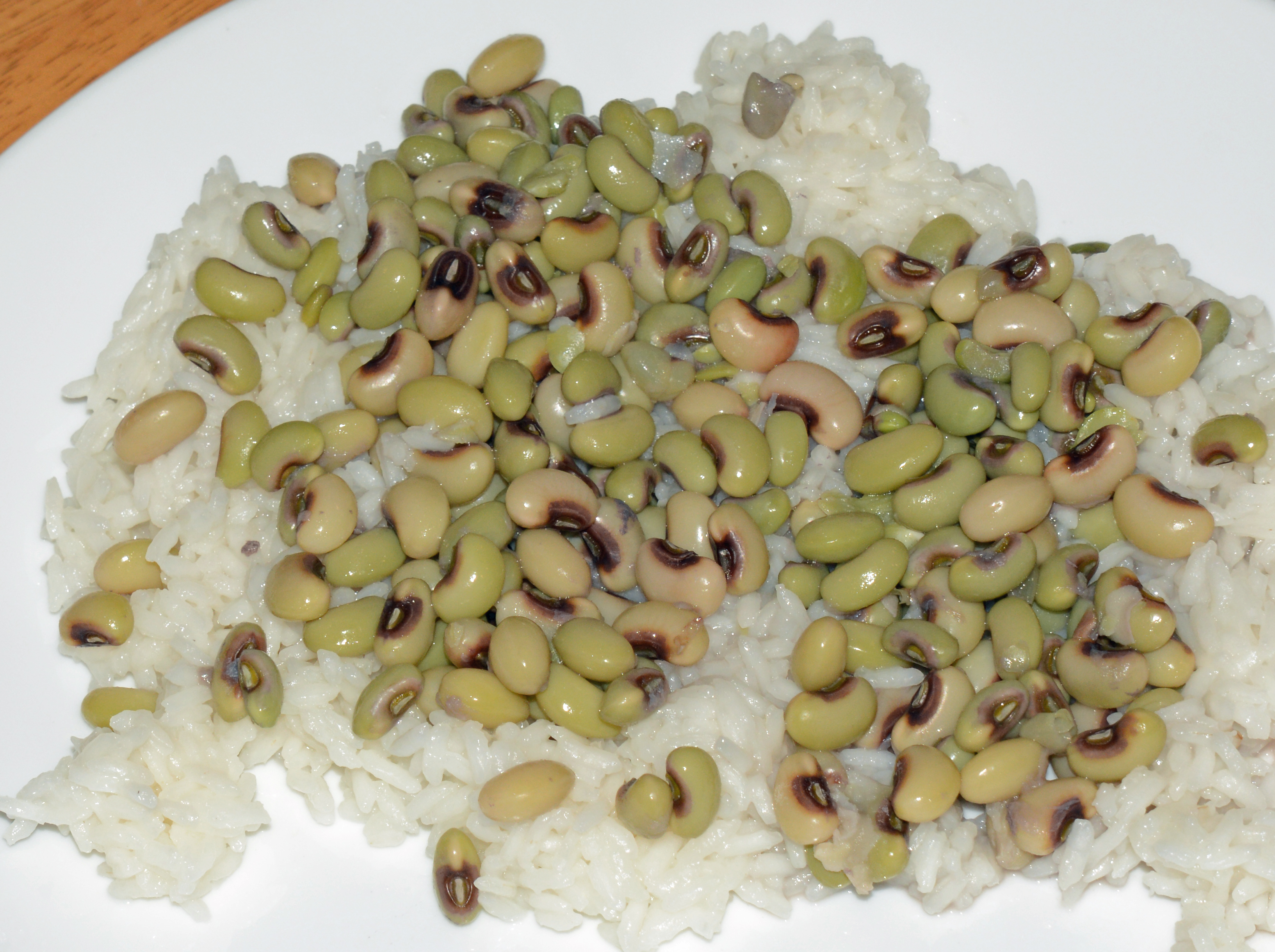
Hoppin' John, plato similar de Estados Unidos.

El Hoppin' John es un plato que se sirve en el sur de los Estados Unidos que consiste en frijoles de ojo negro y arroz, con cebolla picada y tocino en tiras.